# Jay J
Jay J (echte naam: Gwen Dhanis) (Hamme (Oost-Vlaanderen), 20 november 1984) is een Vlaamse urban-artiest.
Hij is bekend geraakt door het winnen van The Project op TMF Vlaanderen.
In het programma ging TMF op zoek naar nieuw Belgisch urban talent.
Jay J gaf zijn eerste optreden in Carré te Willebroek. Hij stond ook al op het podium van Hit The Road, in gaststad Blankenberge.
Hij trad op 10 oktober op in het Antwerps Sportpaleis voor de 11e TMF Awards.

## Discografie

### Singles
| Single met hitnotering(en) in de Vlaamse Ultratop 50 | Datum van verschijnen | Datum van binnenkomst | Hoogste positie | Aantal weken | Opmerkingen              |
| ---------------------------------------------------- | --------------------- | --------------------- | --------------- | ------------ | ------------------------ |
| Body to body                                         | 2009                  | 27-06-2009            | 17              | 8            |                          |
| Hold on tight                                        | 2009                  | 28-11-2009            | 16              | 5            | met Akon, Qwes & Tariq L |